# Cristina Jorio
Cristina Jorio, nata Cristina Tavolazzi (Alfonsine, 10 maggio 1928), è una cantante italiana, famosa negli anni cinquanta. È stata la prima cantante romagnola a partecipare al Festival di Sanremo.

## Biografia
Terza di sette fratelli, il padre lavora come operaio nello stabilimento Eridania di Ravenna e la mamma è sarta.
Appassionata di jazz, dopo aver studiato canto e pianoforte con la maestra Tina Brini di Lugo, inizia dopo la fine della guerra ad esibirsi con alcune orchestre: conosce così il chitarrista Eugenio Jorio, sassofonista, clarinettista e chitarrista lughese, che sposa, adottando da questo momento il cognome del marito.
Nell'estate del 1954 viene scoperta dal Maestro Giovanni D'Anzi, che la ascolta in un locale, il Miramare di Bellaria: colpito dalla voce, le procura un contratto discografico con La voce del padrone e le trova il nome d'arte. Lavora in RAI, dove diventa una presenza fissa nella trasmissione radiofonica Il motivo in maschera, in cui canta accompagnata dall'orchestra di Massimo Brigada. Vince con Domenico Modugno il premio «Microfono d'argento».
Partecipa al Festival di Sanremo 1958 con due canzoni: Mille volte (di Carlo Alberto Rossi), con Tonina Torielli, accompagnata dall'orchestra di Alberto Semprini, e Io sono te in coppia con Carla Boni. È la prima cantante romagnola a salire sul palco dell'Ariston. Mille volte arriva in finale classificandosi all'ottavo posto. Qualche mese dopo è in gara anche al Festival di Napoli con Voglio a tte..., in abbinamento con Marisa Del Frate, e con ''O calippese napulitano, in abbinamento con Gloria Christian.
Dopo il Festival recita da protagonista nella commedia musicale I divi della radio. Nel 1959 partecipa invece alla trasmissione radiofonica "Il traguardo degli Assi", con l'orchestra di Pino Calvi; è inoltre protagonista femminile un fotoromanzo a puntate (Lo stiletto cinese) pubblicato dalla rivista «Il Campione» (protagonista maschile è il campione di ciclismo su pista Antonio Maspes).
Nel 1960 riceve il disco d'oro per aver raggiunto il milione di copie di dischi venduti; nello stesso anno incide la sigla musicale del teleromanzo Tutto da rifare pover'uomo, Ballata dell'uomo ricco.
Si ritira a vita privata verso la metà degli anni '60.
Tra i suoi successi vanno annoverati anche Amo Parigi e Johnny Guitar.
Dopo aver vissuto lungamente a Milano, dagli anni 1990 vive stabilmente nella natia Alfonsine.

## Discografia parziale

### Singoli
- 1955: Focu vivu/Johnny Guitar (La voce del padrone, HN 3471)
- 1955: Amo Parigi/Cobra (La voce del padrone, HN 3510; con l'orchestra di Angelo Giacomazzi)
- 1955: L'americano/È tanto bello (La voce del padrone, HN 3527)
- 1955: Maringà/Le due croci (La voce del padrone, HN 3549)
- 1955: Pane amore e.../Mambo Bacan (La voce del padrone, HN 3550)
- 1955: Perché/Chi non conosce te (La voce del padrone, HN 3551)
- 1955: L'ultima volta che vidi Parigi/Incontro a Parigi (La voce del padrone, HN 3593)
- 1955: Tenendoci per mano/Il mondo siamo noi (La voce del padrone, HN 3601)
- 1955: La lavanderina del Portogallo/Ti sognerò (La voce del padrone, HN 3602)
- 1955: Parlando al buio/Straniero tra gli angeli (La voce del padrone, HN 3618)
- 1956: Il cantico del cielo/È bello (La voce del padrone, HN 3619)
- 1956: Parole e musica/Qualcosa è rimasto (La voce del padrone, HN 3620)
- 1956: Amami se vuoi/La vita è un paradiso di bugie (La voce del padrone, HN 3635)
- 1956: Ciao/Segreto amore (La voce del padrone, HN 3636)
- 1956: L'amore è una cosa meravigliosa/La rosa tatuata (La voce del padrone, HN 3651)
- 1956: Ma ti scorderai di me/Sogniamo insieme (La voce del padrone, HN 3674)
- 1956: Que Lindo Cha Cha Cha/Mary, Maruska, Maria (La voce del padrone, HN 3721)
- 1956: Bil Bol Bul/Mister John (La voce del padrone, HN 3722; con Enzo Amadori)
- 1956: Madre tierra/Croce d'oro (La voce del padrone, HN 3741)
- 1956: Per ore ed ore/Sotto 'a luna (La voce del padrone, HN 3759)
- 1957: La cosa più bella/Un certo sorriso (La voce del padrone, HN 3763)
- 1957: Nel giardino del mio cuore/Non ti ricordi più (La voce del padrone, HN 3764)
- 1957: Un sogno di cristallo/Un certo sorriso (La voce del padrone, HN 3765)
- 1957: Estasi/Intorno a te è sempre primavera (La voce del padrone, HN 3766)
- 1957: Io pregherò/Il velo d'argento (La voce del padrone, HN 3769)
- 1957: Dicembre m'ha portato una canzone/Un angelo è sceso a Brooklin (La voce del padrone, HN 3800)
- 1957: Buongiorno Katrin/Tutto sei tu (La voce del padrone, HN 3801)
- 1957: Il cigno/Se puoi sognar (La voce del padrone, HN 3802)
- 1957: Le mie lacrime/Solo tu (La voce del padrone, HN 3814)
- 1957: Per vivere/Nel silenzio di un bacio (La voce del padrone, HN 3817)
- 1957: Accanto al caminetto/Come una volta (La voce del padrone, HN 3822)
- 1957: S'agapò/T'amo tanto (True Love) (La voce del padrone, HN 3825)
- 1957: 'O ffuoco e ll'acqua/Nun si turnato (La voce del padrone, HN 3843)
- 1957: Don José di Costarica/Voce amata (La voce del padrone, HN 3844)
- 1957: Mambo colorato/La più bella del mondo (La voce del padrone, HN 3846)
- 1957: Good Bye Paris/Marylù (La voce del padrone, HN 3847)
- 1957: M'innamoro sempre più/Un nome sei tu (La voce del padrone, HN 3857)
- 1957: Calypso Melody/Il primo bacio al chiar di luna (La voce del padrone, HN 3873)
- 1957: Tipitipitipso/la tromba del bistrò (La voce del padrone, HN 3878)
- 1957: La stella di ogni notte/La prossima estate (La voce del padrone, HN 3879)
- 1958: Io sono te/L'edera (La voce del padrone, HN 3882)
- 1958: Non potrai dimenticare/I trulli di Alberobello (La voce del padrone, HN 3883)
- 1958: È molto facile...dirsi addio/Giuro d'amarti così (La voce del padrone, HN 3884)
- 1958: Mille volte/Cos'è un bacio (La voce del padrone, HN 3885)
- 1958: Passa una nuvola in ciel/Il tempo si è fermato (La voce del padrone, HN 3892)
- 1958: Voglio a 'tte/'O calippese napulitano (La voce del padrone, HN 3911)
- 1958: Mille volte/Cos'è un bacio (La voce del padrone, 7MQ 1072)
- 1958: Il tempo si è fermato/Passa una nuvola in ciel (La voce del padrone, 7MQ 1083)
- 1958: Addio amore/Il sole nel cuore (La voce del padrone, 7MQ 1089)
- 1958: Giorgio del lago Maggiore/Melodia d'amore (La voce del padrone, 7MQ 1093)
- 1958: Bonjour tristesse/Dolce abitudine (La voce del padrone, 7MQ 1094)
- 1958: 'O calippese napulitano/Voglio a 'tte (La voce del padrone, 7MQ 1104)
- 1958: La tromba del bistrò/Fin quando t'amerò (La voce del padrone, 7MQ 1116)
- 1958: Canzone gitana/Buenas noches mi amor (La voce del padrone, 7MQ 1124)
- 1958: Storia di un amore/Con tutto il cuore (La voce del padrone, 7MQ 1128)
- 1959: Tua/Così...così... (La voce del padrone, 7MQ 1179)
- 1959: Mia cara Venezia/Tutto quello che ho (La voce del padrone, 7MQ 1197)
- 1959: Piangeva tra la folla/Tu senza di me (La voce del padrone, 7MQ 1217)
- 1959: Per vivere/Silenzioso amore (La voce del padrone, 7MQ 1223)
- 1959: Da quanto t'amo/Beguine In Blue (La voce del padrone, 7MQ 1230)
- 1959: Il tempo dei dolci sospiri/Sono tutta un fremito (La voce del padrone, 7MQ 1268)
- 1959: Sono tutta un fremito/Ho conosciuto un angelo (La voce del padrone, 7MQ 1272)
- 1960: Noi/Perdoniamoci (Jet International, 60101 P/S)
- 1960: È vero/"A" come amore (Jet International, 60102 P/S)
- 1960: Lettera a Pinocchio/Estate violenta (Jet International, 60602 P/S)
- 1960: Abbracciami/Sì pietà (Jet International, 60603 P/S)
- 1960: Ave Maria/Suona l'Angelus (Co-Thi Italiana, SP 1914)
- 1961: Ballata del pover'uomo/Ballata dell'uomo ricco (Combo Record, 174)
- 1961: Tango della gelosia/La mazurca della nonna (Combo Record, 184)
- 1962: La mazurca di mio nonno/Perché non telefoni più (Combo Record, 217)
- 1962: Salomé/La mazurca di Carolina (Combo Record, 220)
- 1962: Festa in famiglia/La quadriglia di famiglia (Combo Record, 222)
- 1962: Tarantella dell'amore/La mazurca di mio nonno (Combo Record, 245; cantato insieme a Victor Celli)
- 1966: Amo Parigi/Cobra (La voce del padrone, 7MQ 2045)
- 1966: Incontro a Parigi/L'ultima volta che vidi Parigi (La voce del padrone, 7MQ 2046)
- 1966: La cosa più bella/Ho conosciuto un angelo (La voce del padrone, 7MQ 2050)

### Album
- 1957: Cristina Jorio (La voce del padrone, QDLP 6049)
- 1958: Cristina Jorio (La voce del padrone, QFLP 4053)

### Album con altri artisti
- 1955: Cocktail musicale (La voce del padrone, QDLP 6035, con Gigi Stock, Sergio Bruni, Dino Olivieri e Luciano Virgili; Cristina Jorio è presente con Amo Parigi e Cobra)
- 1966: I motivi dell'allegria (Combo Record, LP 29959, con Adriano Valle, Gabriella Piccinini, Lella Greco e Victor Celli; Cristina Jorio è presente con La quadriglia di famiglia e Festa in famiglia).

### EP
- 1957: Ciao/Segreto amore/Parlando al buio/Cobra (La voce del padrone, 7E PQ 554)
- 1958: L'edera/Amare un altro/Mille volte/Io sono te (La voce del padrone, 7E MQ 40)
- 1958: Voglio a 'tte/Suonno a Marechiare/Calippese napulitane/Vurria (La voce del padrone, 7E MQ 55)
- 1959: Conoscerti/Tua/Nessuno/Un bacio sulla bocca (La voce del padrone, 7E MQ 86)